# 彼得·罗克
彼得·罗克（德語：Peter Rock，1941年12月16日—2021年6月20日），德国前男子足球运动员，司职中场。他曾代表德国联队参加1964年夏季奥林匹克运动会足球比赛，获得一枚铜牌。